# Séries éliminatoires de la Coupe Stanley 1967
Année précédente Année suivante
Les séries éliminatoires de la Coupe Stanley 1967 font suite à la saison 1966-1967 de la Ligue nationale de hockey. Les Maple Leafs de Toronto remportent la Coupe Stanley en battant en finale les Canadiens de Montréal sur le score de 4 matchs à 2.

## Tableau récapitulatif
|  | Demi-finales                      | Demi-finales                      |         |   | Finale de la Coupe Stanley             | Finale de la Coupe Stanley             |
|  | Demi-finales                      | Demi-finales                      |         |   | Finale de la Coupe Stanley             | Finale de la Coupe Stanley             |
|  |                                   |                                   |         |   |                                        |                                        |
|  | 6, 9, 11, 13, 15 et 18 avril 1967 | 6, 9, 11, 13, 15 et 18 avril 1967 |         |   | 20, 22, 25, 27, 29 avril et 2 mai 1967 | 20, 22, 25, 27, 29 avril et 2 mai 1967 |
|  | 6, 9, 11, 13, 15 et 18 avril 1967 | 6, 9, 11, 13, 15 et 18 avril 1967 |         |   | 20, 22, 25, 27, 29 avril et 2 mai 1967 | 20, 22, 25, 27, 29 avril et 2 mai 1967 |
|  | Chicago                           | 2                                 |         |   | 20, 22, 25, 27, 29 avril et 2 mai 1967 | 20, 22, 25, 27, 29 avril et 2 mai 1967 |
|  | Chicago                           | 2                                 |         |   | 20, 22, 25, 27, 29 avril et 2 mai 1967 | 20, 22, 25, 27, 29 avril et 2 mai 1967 |
|  | Toronto                           | 4                                 |         |   | 20, 22, 25, 27, 29 avril et 2 mai 1967 | 20, 22, 25, 27, 29 avril et 2 mai 1967 |
|  | Toronto                           | 4                                 | Toronto | 4 |                                        |                                        |
|  | 6, 8, 11 et 13 avril 1967         |                                   | Toronto | 4 |                                        |                                        |
|  |                                   | Montréal                          | 2       |   |                                        |                                        |
|  | Montréal                          | Montréal                          | 2       | 4 |                                        |                                        |
|  | Montréal                          |                                   |         | 4 |                                        |                                        |
|  | New York                          | 0                                 |         |   |                                        |                                        |
|  | New York                          | 0                                 |         |   |                                        |                                        |

## Détails des séries

### Demi-finales

#### Chicago contre Toronto
| 6 avril | Black Hawks de Chicago | 5-2 (2-1, 2-0, 1-1) | Maple Leafs de Toronto | Chicago Stadium 16 666 spectateurs |

| Feuille de match | Feuille de match | Feuille de match            | Feuille de match                                                                      | Feuille de match                                    |
| ---------------- | --- | --------------------------- | ------------------------------------------------------------------------------------- | --------------------------------------------------- |
|                  | Wharram (Stapleton, Mikita) — 5 min 21 s - Pilote (Jarrett, Hull) — 11 min 49 s (SN) Hull (Pilote, Mohns) — 21 min 57 s (SN) Mikita (Wharram, Mohns) — 33 min 44 s Angotti (Jarrett, Nesterenko) — 49 min 41 s - | 1-0 1-1 2-1 3-1 4-1 5-1 5-2 | - Mahovlich (Keon) — 7 min 12 s (SN) - Pappin (Stemkowski, Horton) — 59 min 52 s (SN) | Arbitrage : John Ashley Neil Armstrong, Pat Shetler |
| DeJordy          | Gardiens | Sawchuk                     |                                                                                       | Arbitrage : John Ashley Neil Armstrong, Pat Shetler |
|                  | |                             |                                                                                       | Arbitrage : John Ashley Neil Armstrong, Pat Shetler |
| 42               | Tirs | 44                          |                                                                                       | Arbitrage : John Ashley Neil Armstrong, Pat Shetler |

| 9 avril | Black Hawks de Chicago | 1-3 (2-0, 1-0, 0-1) | Maple Leafs de Toronto | Chicago Stadium 16 666 spectateurs |

| Feuille de match | Feuille de match               | Feuille de match | Feuille de match | Feuille de match                                    |
| ---------------- | ------------------------------ | ---------------- | --- | --------------------------------------------------- |
|                  | - Mikita (Mohns) — 48 min 45 s | 0-1 0-2 0-3 1-3  | Stemkowski (Pulford, Pappin) — 8 min 7 s Keon (Armstrong) — 18 min 33 s (IN) Armstrong (Mahovlich, Keon) — 28 min 24 s (SN) - | Arbitrage : Vern Buffey Neil Armstrong, Pat Shetler |
| DeJordy          | Gardiens                       | Sawchuk          | | Arbitrage : Vern Buffey Neil Armstrong, Pat Shetler |
|                  |                                |                  | | Arbitrage : Vern Buffey Neil Armstrong, Pat Shetler |
| 34               | Tirs                           | 25               | | Arbitrage : Vern Buffey Neil Armstrong, Pat Shetler |

| 11 avril | Maple Leafs de Toronto | 3-1 (1-0, 2-0, 0-1) | Black Hawks de Chicago | Maple Leaf Gardens |

| Feuille de match | Feuille de match | Feuille de match | Feuille de match                             | Feuille de match |
| ---------------- | --- | ---------------- | -------------------------------------------- | ---------------- |
|                  | Ellis (Kelly, Jeffrey) — 11 min 10 s Mahovlich (Walton, Pappin) — 20 min 22 s Pappin (Stemkowski, Pulford) — 39 min 35 s - | 1-0 2-0 3-0 3-1  | - Hull (Angotti, Wharram) — 56 min 30 s (SN) |                  |
| Sawchuk          | Gardiens | Hall             |                                              |                  |
|                  | |                  |                                              |                  |
| 36               | Tirs | 36               |                                              |                  |

| 13 avril | Maple Leafs de Toronto | 3-4 (2-2, 0-0, 1-2) | Black Hawks de Chicago | Maple Leaf Gardens |

| Feuille de match | Feuille de match | Feuille de match                        | Feuille de match | Feuille de match |
| ---------------- | --- | --------------------------------------- | --- | ---------------- |
|                  | - Keon (Conacher, Mahovlich) — 3 min 42 s - Horton (Mahovlich) — 10 min 14 s (SN) - Walton (Mahovlich, Hillman) — 57 min 37 s | 0-1 1-1 1-2 2-2 2-3 2-4 3-4             | Wharram (Mikita, Mohns) — 9 s - Pilote (Mohns, Hull) — 8 min 32 s - Nesterenko (Hull, Pilote) — 42 min 31 s Hull (Pilote) — 48 min 48 s - |                  |
| Sawchuk          | Gardiens | Hall (55 min 41 s) DeJordy (4 min 19 s) | |                  |
|                  | |                                         | |                  |
| 33               | Tirs | 26                                      | |                  |

| 15 avril | Black Hawks de Chicago | 2-4 (2-2, 0-0, 0-2) | Maple Leafs de Toronto | Chicago Stadium 20 000 spectateurs |

| Feuille de match | Feuille de match                                                     | Feuille de match              | Feuille de match | Feuille de match                                    |
| ---------------- | -------------------------------------------------------------------- | ----------------------------- | --- | --------------------------------------------------- |
|                  | - Angotti (Pilote) — 9 min 31 s Hull (Hay, Jarrett) — 11 min 1 s - - | 0-1 1-1 2-1 2-2 2-3 2-4       | Walton (Pappin, Stemkowski) — 6 min 10 s (SN) - Mahovlich (Keon, Walton) — 14 min 14 s (SN) Stemkowski (Pulford, Pappin) — 42 min 11 s Pappin (Pulford, Horton) — 57 min 14 s | Arbitrage : John Ashley Neil Armstrong, Pat Shetler |
| DeJordy          | Gardiens                                                             | Bower (20 min) Sawchuk (40 h) | | Arbitrage : John Ashley Neil Armstrong, Pat Shetler |
|                  |                                                                      |                               | | Arbitrage : John Ashley Neil Armstrong, Pat Shetler |
| 31               | Tirs                                                                 | 49                            | | Arbitrage : John Ashley Neil Armstrong, Pat Shetler |

| 18 avril | Maple Leafs de Toronto | 3-1 (1-1, 0-0, 2-0) | Black Hawks de Chicago | Maple Leaf Gardens 15 977 spectateurs |

| Feuille de match | Feuille de match                                                                                         | Feuille de match | Feuille de match                           | Feuille de match                                       |
| ---------------- | --- | ---------------- | ------------------------------------------ | ------------------------------------------------------ |
|                  | Conacher (Mahovlich, Keon) — 5 min 6 s - Conacher — 44 min 47 s Stemkowski (Kelly, Stanley) — 53 min 8 s | 1-0 1-1 2-1 3-1  | - Stapleton (Nesterenko) — 14 min 38 s - - | Arbitrage : Vern Buffey Brent Casselman, Matt Pavelich |
| Sawchuk          | Gardiens                                                                                                 | Hall             |                                            | Arbitrage : Vern Buffey Brent Casselman, Matt Pavelich |
|                  | |                  |                                            | Arbitrage : Vern Buffey Brent Casselman, Matt Pavelich |
| 37               | Tirs | 35               |                                            | Arbitrage : Vern Buffey Brent Casselman, Matt Pavelich |

#### Montréal contre New York
| 6 avril | Canadiens de Montréal | 6-4 (0-0, 1-2, 5-2) | Rangers de New York | Forum de Montréal 14 524 spectateurs |

| Feuille de match | Feuille de match | Feuille de match                        | Feuille de match | Feuille de match |
| ---------------- | --- | --------------------------------------- | --- | ---------------- |
|                  | - Backstrom (Larose, Harper) — 29 min 34 s - Provost (Duff, Rousseau) — 49 min 12 s JC. Tremblay (Richard) — 49 min 34 s Ferguson (Béliveau, Laperrière) — 51 min 3 s Backstrom (Larose) — 54 min 55 s Béliveau (Provost, JC. Tremblay) — 56 min 7 s | 0-1 1-1 1-2 1-3 1-4 2-4 3-4 4-4 5-4 6-4 | Geoffrion (Berenson, Gilbert) — 23 min 46 s (SN) - Gilbert (Schinkel) — 36 min 6 s Gilbert — 41 min 49 s (IN) Hadfield (Kurtenbach) — 45 min 18 s - - |                  |
| Vachon           | Gardiens | Giacomin                                | |                  |
|                  | |                                         | |                  |
| 36               | Tirs | 26                                      | |                  |

| 8 avril | Canadiens de Montréal | 3-1 (1-0, 0-1, 2-0) | Rangers de New York | Forum de Montréal |

| Feuille de match | Feuille de match | Feuille de match | Feuille de match                                        | Feuille de match                                       |
| ---------------- | --- | ---------------- | ------------------------------------------------------- | ------------------------------------------------------ |
|                  | Duff (Rousseau, Béliveau) — 8 min 55 s (SN) - Ferguson (Cournoyer, Béliveau) — 47 min 46 s (SN) Backstrom (Larose) — 53 min 25 s | 1-0 1-1 2-1 3-1  | - Geoffrion (Kurtenbach, Gilbert) — 32 min 3 s (SN) - - | Arbitrage : Bill Friday Matt Pavelich, Brent Casselman |
| Vachon           | Gardiens | Giacomin         |                                                         | Arbitrage : Bill Friday Matt Pavelich, Brent Casselman |
|                  | |                  |                                                         | Arbitrage : Bill Friday Matt Pavelich, Brent Casselman |
| 31               | Tirs | 27               |                                                         | Arbitrage : Bill Friday Matt Pavelich, Brent Casselman |

| 11 avril | Rangers de New York | 2-3 (1-2, 1-1, 0-0) | Canadiens de Montréal | Madison Square Garden 15 925 spectateurs |

| Feuille de match | Feuille de match                                                         | Feuille de match    | Feuille de match | Feuille de match                                       |
| ---------------- | ------------------------------------------------------------------------ | ------------------- | --- | ------------------------------------------------------ |
|                  | - Neilson (Fleming, Nevin) — 16 min 51 s (SN) - Ingarfield — 24 min 34 s | 0-1 0-2 1-2 1-3 2-3 | Larose (Backstrom, Ferguson) — 13 s Béliveau (Rousseau) — 3 min 9 s - Rousseau (JC. Tremblay, Richard) — 22 min 5 s (SN) - | Arbitrage : Bill Friday Matt Pavelich, Brent Casselman |
| Giacomin         | Gardiens                                                                 | Vachon              | | Arbitrage : Bill Friday Matt Pavelich, Brent Casselman |
|                  |                                                                          |                     | | Arbitrage : Bill Friday Matt Pavelich, Brent Casselman |
| 38               | Tirs                                                                     | 30                  | | Arbitrage : Bill Friday Matt Pavelich, Brent Casselman |

| 13 avril | Rangers de New York | 1-2 (pr) (0-1, 1-0, 0-0, 0-1) | Canadiens de Montréal | Madison Square Garden 15 935 spectateurs |

| Feuille de match | Feuille de match                                 | Feuille de match | Feuille de match                                                                  | Feuille de match |
| ---------------- | ------------------------------------------------ | ---------------- | --------------------------------------------------------------------------------- | ---------------- |
|                  | - Goyette (Marshall, Nevin) — 37 min 56 s (SN) - | 0-1 1-1 1-2      | JC. Tremblay (Richard) — 10 min 46 s - Ferguson (Backstrom, Larose) — 66 min 28 s |                  |
| Giacomin         | Gardiens                                         | Vachon           |                                                                                   |                  |
|                  |                                                  |                  |                                                                                   |                  |
| 34               | Tirs                                             | 29               |                                                                                   |                  |

### Finale
| 20 avril | Canadiens de Montréal | 6-2 (2-1, 2-1, 2-0) | Maple Leafs de Toronto | Forum de Montréal |

| Feuille de match | Feuille de match | Feuille de match                         | Feuille de match                                                                     | Feuille de match                                    |
| ---------------- | --- | ---------------------------------------- | ------------------------------------------------------------------------------------ | --------------------------------------------------- |
|                  | Cournoyer (Béliveau, Rousseau) — 6 min 25 s - Richard (Rochefort, Balon) — 11 min 19 s Cournoyer (Rousseau, Richard) — 25 min 3 s (SN) Béliveau (G. Tremblay) — 26 min 36 s - Richard (Balon) — 44 min 53 s Richard (JC. Tremblay) — 48 min 21 s | 1-0 1-1 2-1 3-1 4-1 4-2 5-2 6-2          | - Hillman (Pappin) — 6 min 40 s (SN) - Pappin (Horton, Pulford) — 32 min 59 s (SN) - | Arbitrage : Bill Friday Pat Stelter, Neil Armstrong |
| Vachon           | Gardiens | Sawchuk (44 min 53 s) Bower (15 min 7 s) |                                                                                      | Arbitrage : Bill Friday Pat Stelter, Neil Armstrong |
|                  | |                                          |                                                                                      | Arbitrage : Bill Friday Pat Stelter, Neil Armstrong |
| 44               | Tirs | 26                                       |                                                                                      | Arbitrage : Bill Friday Pat Stelter, Neil Armstrong |

| 22 avril | Canadiens de Montréal | 0-3 (0-1, 0-2, 0-0) | Maple Leafs de Toronto | Forum de Montréal |

| Feuille de match | Feuille de match | Feuille de match | Feuille de match | Feuille de match                                       |
| ---------------- | ---------------- | ---------------- | --- | ------------------------------------------------------ |
|                  | - -              | 0-1 0-2 0-3      | Stemkowski (Pulford, Walton) — 12 min 14 s (SN) Walton (Pappin, Mahovlich) — 29 min 12 s (SN) Horton (Stemkowski, Conacher) — 35 min 57 s | Arbitrage : Vern Buffey Matt Pavelich, Brent Casselman |
| Vachon           | Gardiens         | Bower            | | Arbitrage : Vern Buffey Matt Pavelich, Brent Casselman |
|                  |                  |                  | | Arbitrage : Vern Buffey Matt Pavelich, Brent Casselman |
| 43               | Tirs             | 31               | | Arbitrage : Vern Buffey Matt Pavelich, Brent Casselman |

| 25 avril | Maple Leafs de Toronto | 3-2 (2 pr) (1-1, 1-1, 0-0, 1-0, 0-0) | Canadiens de Montréal | Maple Leaf Gardens 15 977 spectateurs |

| Feuille de match | Feuille de match | Feuille de match    | Feuille de match                                                                  | Feuille de match |
| ---------------- | --- | ------------------- | --------------------------------------------------------------------------------- | ---------------- |
|                  | - Stemkowski (Hillman, Pappin) — 8 min 39 s (SN) Pappin (Horton, Pulford) — 30 min 34 s - Pulford (Stemkowski, Pappin) — 88 min 26 s | 0-1 1-1 2-1 2-2 3-2 | Béliveau (Rousseau, Duff) — 2 min 27 s (SN) - Ferguson (Béliveau) — 39 min 18 s - |                  |
| Bower            | Gardiens | Vachon              |                                                                                   |                  |
|                  | |                     |                                                                                   |                  |
| 54               | Tirs | 52                  |                                                                                   |                  |

| 27 avril | Maple Leafs de Toronto | 2-6 (0-2, 2-3, 0-1) | Canadiens de Montréal | Maple Leaf Gardens 15 977 spectateurs |

| Feuille de match | Feuille de match                                                            | Feuille de match                | Feuille de match | Feuille de match                                 |
| ---------------- | --------------------------------------------------------------------------- | ------------------------------- | --- | ------------------------------------------------ |
|                  | - Walton (Pulford, Stemkowski) — 22 min 9 s (SN) - Horton — 32 min 16 s - - | 0-1 0-2 1-2 1-3 2-3 2-4 2-5 2-6 | Backstrom (Larose) — 12 min 25 s Béliveau (Rousseau, Cournoyer) — 13 min 5 s (SN) - Richard — 22 min 26 s - Béliveau (Ferguson, Cournoyer) — 33 min 41 s Backstrom (JC. Tremblay) — 35 min 58 s Roberts (Richard) — 55 min 17 s | Arbitrage : Art Skov Pat Shetler, Neil Armstrong |
| Sawchuk          | Gardiens                                                                    | Vachon                          | | Arbitrage : Art Skov Pat Shetler, Neil Armstrong |
|                  |                                                                             |                                 | | Arbitrage : Art Skov Pat Shetler, Neil Armstrong |
| 37               | Tirs                                                                        | 40                              | | Arbitrage : Art Skov Pat Shetler, Neil Armstrong |

| 29 avril | Canadiens de Montréal | 1-4 (1-1, 0-3, 0-0) | Maple Leafs de Toronto | Forum de Montréal 14 728 spectateurs |

| Feuille de match                 | Feuille de match                          | Feuille de match    | Feuille de match | Feuille de match                                    |
| -------------------------------- | ----------------------------------------- | ------------------- | --- | --------------------------------------------------- |
|                                  | Rochefort (Duff, Richard) — 6 min 3 s - - | 1-0 1-1 1-2 1-3 1-4 | - Pappin (Keon, Mahovlich) — 15 min 6 s (SN) Conacher (Kelly, Hillman) — 23 min 7 s Pronovost — 32 min 2 s (IN) Keon (Horton) — 39 min 27 s | Arbitrage : Bill Friday Pat Shetler, Neil Armstrong |
| Vachon (40 min) Worsley (20 min) | Gardiens                                  | Sawchuk             | | Arbitrage : Bill Friday Pat Shetler, Neil Armstrong |
|                                  |                                           |                     | | Arbitrage : Bill Friday Pat Shetler, Neil Armstrong |
| 38                               | Tirs                                      | 29                  | | Arbitrage : Bill Friday Pat Shetler, Neil Armstrong |

| 2 mai | Maple Leafs de Toronto | 3-1 (0-0, 2-0, 1-1) | Canadiens de Montréal | Maple Leaf Gardens 15 977 spectateurs |

| Feuille de match | Feuille de match | Feuille de match | Feuille de match                | Feuille de match                                       |
| ---------------- | --- | ---------------- | ------------------------------- | ------------------------------------------------------ |
|                  | Ellis (Kelly, Stanley) — 26 min 25 s Pappin (Stemkowski, Pulford) — 39 min 24 s - Armstrong (Pulford, Kelly) — 59 min 13 s (CV) | 1-0 2-0 2-1 3-1  | - Duff (Harris) — 45 min 28 s - | Arbitrage : John Ashley Brent Casselman, Matt Pavelich |
| Sawchuk          | Gardiens | Worsley          |                                 | Arbitrage : John Ashley Brent Casselman, Matt Pavelich |
|                  | |                  |                                 | Arbitrage : John Ashley Brent Casselman, Matt Pavelich |
| 36               | Tirs | 41               |                                 | Arbitrage : John Ashley Brent Casselman, Matt Pavelich |